# Втора чехословашка република
Втората чехословашка република (на чешки и на словашки: Česko-Slovenská republika) съществува в продължение на 169 дни, в периода от 30 септември 1938 г. до 15 март 1939 г. Състои се от Бохемия, Моравия, Силезия и автономните региони на Словакия и Закарпатска област. Съставена е вследствие на Мюнхенското споразумение, според което Чехословакия е принудена да отстъпи населената с германци Судетска област на Германия на 1 октомври 1938 г., както и южните части на Словакия и Закарпатска област на Унгария. След Мюнхенското споразумение сателитното на Германия чехословашко правителство забранява комунистическата партия, уволнява всички еврейски учители в германски образователни институции в Чехословакия и въвежда закон, позволяващ на държавата да управлява компании, които дотогава са били притежание на евреи. Правителството позволява чехословашките банки да бъдат практически поставени под германско-чехословашки контрол. Чехословашката република е разпусната, когато Германия я превзема на 15 март 1939 г. и анексира чешкия регион в Протекторат на Бохемия и Моравия. На същия ден президентът на Чехословакия Емил Хача (Emil Hácha) е назначен от германското правителство за държавен президент на Протектората на Бохемия и Моравия – пост, който той заема до края на Втората световна война.